# ミハイ・シオク
ミハイ・シオク（Mihai Cioc  1961年6月14日 - ）はルーマニアのトゥルヌ・マグレレ出身の柔道選手。階級は95kg超級。身長184cm。体重115kg。

## 人物
1980年モスクワオリンピック95kg超級では初戦で敗れた。1983年には世界選手権95kg超級で3位になった。1984年ロサンゼルスオリンピックでは無差別に出場して銅メダルを獲得した。1985年のユニバーシアードでは2位だった。1987年にはヨーロッパ選手権で優勝を果たした。

## 主な戦績
(階級表記のない大会は全て95kg超級での成績)
- 1978年 - ヨーロッパカデ選手権　83kg超級　2位
- 1981年 - 東ドイツ国際　2位
- 1982年 - ポーランド国際　3位
- 1983年 - 世界選手権　3位
- 1984年 - ルーマニア国際　優勝
- 1984年 - ヨーロッパ選手権　無差別　3位
- 1984年 - ロサンゼルスオリンピック　無差別　3位
- 1985年 - ユニバーシアード　2位
- 1986年 - ハンガリー国際　2位
- 1987年 - 東ドイツ国際　3位
- 1987年 - ルーマニア国際　優勝
- 1987年 - ヨーロッパ選手権　優勝
- 1988年 - ポーランド国際　3位